# Johnston-Fjord
Der Johnston-Fjord (chinesisch 神农湾 Shennong Wan, deutsch ‚Shennongbucht‘) ist ein Fjord mit nahezu senkrechten Felswänden an der Ingrid-Christensen-Küste des ostantarktischen Prinzessin-Elisabeth-Lands. Er liegt östlich der Halbinsel Feicui Bandao in den Larsemann Hills.
Das Antarctic Names Committee of Australia benannte ihn 1988 nach Douglas Johnston von der Royal Australian Air Force, dem am 12. August 1957 die erste Landung in den Larsemann Hills mit einer de de Havilland Beaver gelungen war.